# Tomás Galo

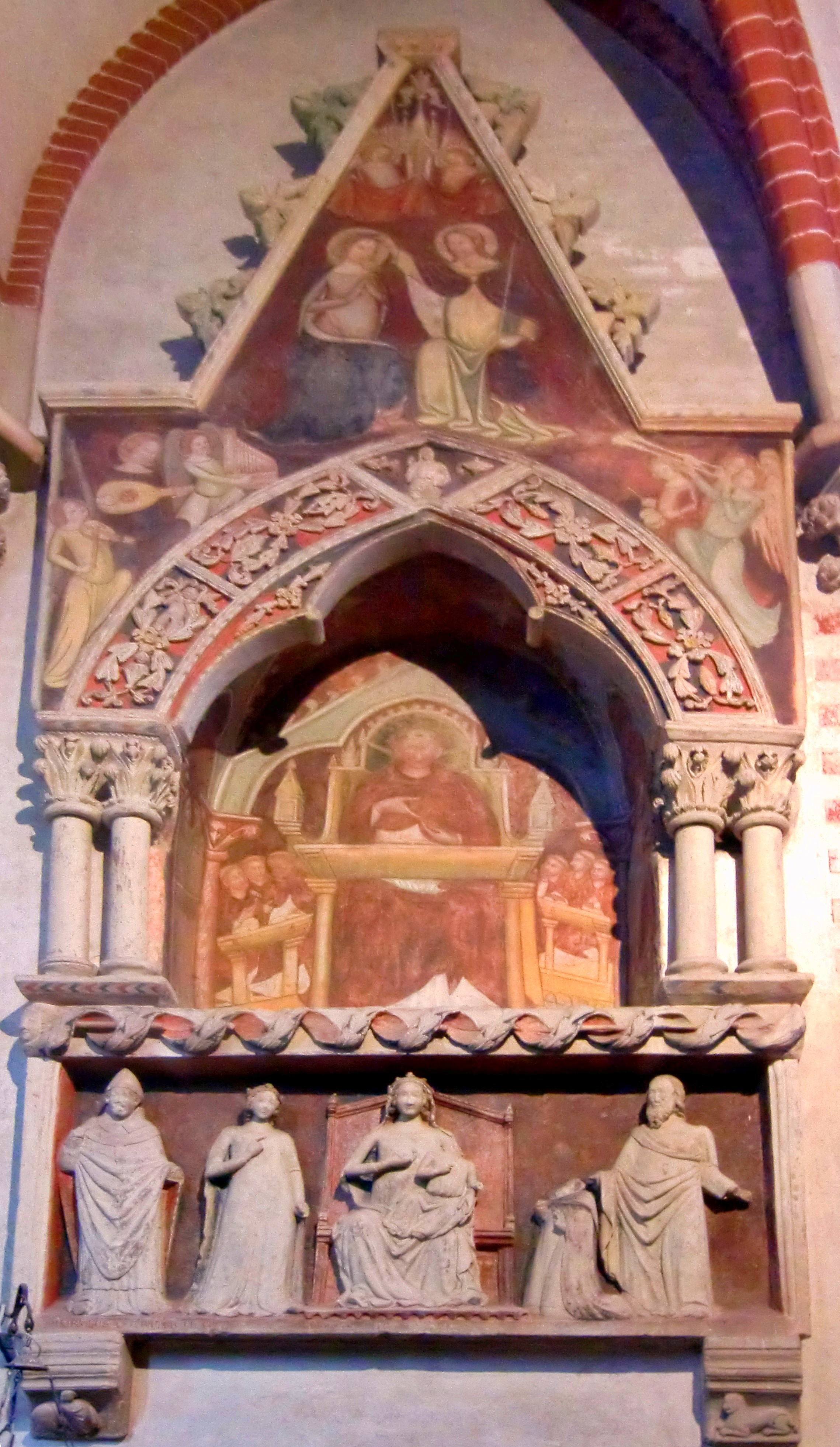
Tumba de Tomás Galo na Basílica de Sant'Andrea em Vercelli.

Tomás Galo (em latim: Thomas Gallus) de Vercelli (ca.1200 – 5 de dezembro de 1246), mais conhecido durante sua vida como Tomás de Vercelli (Thomas Vercellensis), Tomás de Paris, Tomás de São Vitor ou Abade de Vercelli, foi um teólogo francês, cônego regular agostiniano membro da Escola de São Vítor e abade. Ele é conhecido por seus comentários inovadores sobre Pseudo-Dionísio e suas ideias sobre teologia afetiva, sendo o principal arquiteto do chamado "dionisianismo afetivo", uma corrente de interpretação inaugurada anteriormente por Hugo de São Vitor. Nisso, influenciado pelas tradições agostiniana, cisterciense e vitorina, Tomás enfatizava o amor como uma potência distinta da alma que mais leva à aproximação, conhecimento e união da alma com Deus. Seus elaborados esquemas místicos influenciaram, dentre outros, Boaventura e A Nuvem do Não Saber. Sob esse olhar dionisiano, seus comentários sobre o Cântico dos Cânticos não possuem igual na literatura teológica subsequente.

## Vida
Nascido em algum momento do final do século XII, seu país de origem é contestado. A opinião geral é de que ele era francês, daí ser chamado "Gallus", porém em vida ele não era conhecido por esse cognome, que só começou a ser usado por acadêmicos do século XVII. Já outros estudiosos consideram que "Gallus" é um nome de família típico do norte da Itália. Outros ainda consideram evidências e uma tradição de que ele seria proveniente da Inglaterra, e que Gallus é uma designação latina usada para se referir ao País de Gales. De qualquer modo, ele partiu da Abadia de São Vítor em Paris, quando foi levado a Vercelli, no norte da Itália, pelo cardeal Guala Bicchieri, talvez junto a outros três companheiros. Lá, fundaria um novo mosteiro e hospital, a Abadia de Santo André, conforme desejava Bicchieri estabelecer em sua cidade natal. Em 1224/25, Tomás foi nomeado abade.
Como abade, dedicou-se não apenas às tarefas administrativas diárias do mosteiro, mas também a compor vários comentários e exposições da Bíblia e dos escritos do Pseudo-Dionísio. Ele desfrutou de um relacionamento próximo com a nascente ordem franciscana; de fato, os franciscanos transferiram seu studium generale de Pádua para Vercelli por volta de 1228. Ele conheceu pessoalmente Santo Antônio de Pádua. Tomás também conhecia Robert Grosseteste, a quem ele pode ter encontrado em 1238, quando visitou a Inglaterra para garantir um benefício associado à igreja de St. Andrew's em Chesterton. Gallus e Grosseteste parecem ter trocado alguns escritos por intermédio do associado de Grosseteste, o franciscano Adam Marsh. Quando estourou a guerra entre os guelfos de Vercelli e os gibelinos da cidade vizinha de Ivrea, Gallus foi obrigado a fugir de Vercelli em 1243 e se refugiar em Ivrea, devido às suas simpatias imperiais pró-gibelinas, por exemplo defendendo um familiar de Bicchieri. Nessa época, muitas acusações graves foram feitas contra ele pelos partidários papais, como de simonia e roubo e vendas de relíquias. Após três advertências do Papa, foi excomungado. Alguns registros sugerem que ele conseguiu retornar a Vercelli antes de sua morte em 5 de dezembro de 1246.
Um monumento funerário a Gallus pode ser visto hoje na Igreja de Sant'Andrea in Vercelli.

## Pensamento

### Generalidades
Tomás Galo escreveu extensivamente entre cerca de 1218 e sua morte. Frequentemente chamado de "o último dos grandes vitorinos", herdando de mestres como Hugo e Ricardo de São Vítor muitos pontos de partida de seu pensamento.

A interpretação dionisiana de Tomás Galo foi apresentada nos últimos anos como uma das duas tradições de interpretação da teologia mística de Pseudo-Dionísio que surgiram no século XIII. O teólogo Bernard McGinn fornece esse contexto da divisão:
"Correndo o risco de simplificar demais, podemos dizer que dois grandes fluxos de interpretação de Dionísio podem ser encontrados no final da Idade Média: o dionisianismo especulativo iniciado pelo mestre dominicano Alberto Magno e o que é frequentemente referido como o "dionisianismo afetivo", ao qual foi dada formulação sistemática pela primeira vez nos escritos de Tomás Galo" 
Com grande influência na escrita vernacular mística posterior, Tomás Galo tornou-se a fonte principal para muitos exponentes do dionisianismo afetivo, o qual se tornou a corrente dominante na Idade Média Tardia, embora existissem nesse período diversos outros teóricos e tendências místicas que enfatizavam o caminho intelectual.
Especificamente, a interpretação afetiva se refere ao fato de que, no debate contemporâneo sobre a relação entre amor e conhecimento na consciência mística, Tomás sustentou que a afetividade tende a excluir (em vez de simplesmente subsumir) o conhecimento humano nos estágios mais elevados do itinerário místico, talvez tendo sido o primeiro autor a afirmar isso.
A interpretação afetiva de Tomás fez uma revolução em comparação a todos os outros comentaristas da obra dionisiana, seja nos séculos XII e XIII ou desde a tradução de Erígena, em que predominava o dionisianismo intelectual.
Isso foi combatido por partidários que defendem uma presença do intelecto para o conhecimento maior de Deus. Declan Anthony Lawell considera que inclusive Alberto, o Magno, teria chegado a criticar Tomás. Outro dominicano que seria expoente do "dionisianismo intelectivo" foi Tomás de Aquino.
Segundo McGinn, Tomás "combinou o apofatismo dionisiano com uma leitura afetiva do Cântico dos Cânticos para formar um potente nova teoria mística que teve uma grande influência no final da Idade Média". Nisso, a inovação própria de Tomás é de que a sua união do eros cósmico da metafísica neoplatônica de Pseudo-Dionísio com o amor interpessoal e esponsalício do Cântico dos Cânticos ganha uma dimensão cristológica não presente na obra dionisiana. Outro aspecto que mais distingue o pensamento de Tomás é sua afirmação de que não somente a mente humana entra em êxtase na união da alma com Deus, mas que também ocorre um êxtase divino recíproco.

### Elaboração teórica
Havia uma contradição entre duas tradições da Idade Média sobre a relação entre amor e conhecimento na relação do homem com Deus: a agostiniana afirmava que na visio Dei beatífica, Deus era plenamente conhecido e amado; enquanto a dionisiana enfatizava a total transcendência e incognoscibilidade de Deus. Hugo de São Vitor inaugurou a interpretação afetiva de Pseudo-Dionísio, como uma das várias tentativas medievais de resolver esse conflito, aproximando ambas correntes. Ele afirmava: "o amor ultrapassa o conhecimento e é maior do que a inteligência". Assim seguiu também Tomás Galo; na paráfrase que ele realizou da Teologia Mística, a Extractio (1238), Tomás escreveu que Moisés "uniu-se ao Deus intelectualmente desconhecido por meio de uma união de amor (dilectionis), que é eficaz do verdadeiro conhecimento (verae cognitionis), um conhecimento muito melhor do que o conhecimento intelectual".
Escrevendo em 1224 as Glosas sobre a Hierarquia Angélica, irá estreiar uma série de comentários sobre as obras dionisianas. Para Tomás, os aspectos práticos da vida espiritual e união com Deus eram apresentados no Cântico dos Cânticos, enquanto a teoria dessa vida mística era explicada na Teologia Mística de Pseudo-Dionísio.

Segundo Pseudo-Dionísio, há uma terceira via para além da positiva (teologia catafática) ou da negativa (teologia apofática) para se conhecer Deus: aquela que considera os atributos divinos como estando além de quaisquer conceitos humanos, seja positivos ou negativos, por exemplo como uma superbondade ou supersabedoria que não é possível de ser compreendida. Deus é uma "negação das negações". Tomás ofereceu um esquema interpretativo novo para solucionar esses problemas: ele afirmou que a única forma de se unir verdadeiramente a Deus era através do movimento do amor na alma, um amor que vai além do intelecto e promove o retorno desta. Nisso, deu também outro sentido ao conceito neoplatônico de epistrophê (conversão). A esse poder da mente humana ele chama variadamente de "afeto", "desejo", "amor", "união", "faísca de sindérese" e "Serafim da mente". Os graus angélicos da Hierarquia Celeste de Pseudo-Dionísio são reinterpretados de forma psicológica como existindo também na alma, o que foi chamado de "angelização" da mente humana. Assim, afirma que o "Serafim da mente", ou seja, o amor, supera o "Querubim da mente", que seria o intelecto. Tomás compara o efeito do amor a um pote de água fervente, pois a alma como se expande de seus limites, natureza e intelecto, em "ebulição" (ebullitio), ao se unir a Deus.
"A mais alta perfeição das mentes é estarem unidas à plenitude divina, a qual é mais completa e melhor do que qualquer mente (...) Esta adesão ou união realiza-se através do amor que junta e une a mente a Deus e, unindo-àquela plenitude, a aperfeiçoa (...) Esta perfeição é mais elevada e profunda do que a iluminação que vem do conhecimento (...) Portanto, nela somente é cumprida a porção de Maria que não é tirada (Lucas 10), por causa do amor que através do Serafim da mente excede o espelho [do intelecto], mas não morre."
Tomás já foi visto por alguns intérpretes como anti-intelectual por dar prioridade ao amor e, no último degrau, o amor excluir o intelecto. Boyd Taylor Coolman critica comentaristas que enxergam uma narrativa linear e unidirecional das ascensão da alma em direção a Deus, e indica como no corpo da obra de Tomás há um reforço mútuo entre amor e intelecto, em que há não apenas subida do conhecimento ao amor, mas descida do amor ao conhecimento.
Para Tomás, há duas direções do movimento de conhecimento intelectual a Deus: um ascendente, aquele da filosofia, em que a alma se eleva intelectivamente, e um descendente, em que a memória da união experiencial do amor de Deus (ordem do Serafim) goteja e percola sobre o intelecto. Essa última ocorre na ordem do intelecto (ordem do Querubim), quando este recorda o afeto superior na hierarquia e recebe força, alegria e fervor, sendo sustentado pelo que ele chama de "afeto colateral" (collateralis affectio), ou seja, o afeto que anda "lado a lado" com o intelecto. Ainda assim, porém, em outras passagens ele afirma que o "conhecimento afetivo" é maior do que o "conhecimento intelectual".
Na ascensão, são mobilizadas as partes angelizadas das mais baixas às mais elevadas hierarquicamente na alma. Nela, o conhecimento de Deus ocorre de duas formas: o conhecimento intelectual (scientia) e o superintelectual (cognitio), que ele equivale à "sabedoria dos cristãos", ou como um conhecimento amoroso e unitivo. Conforme a alma ascende às potências médias, ela abre "cavidades" ou "receptáculos" para a recepção do conhecimento supraintelectual de Deus, que vem de cima; a alma ainda está em si ("ênstase"), mas se prepara ao êxtase, aproximando o amor e o intelecto. Na tríade superior da hierarquia, o amor e o intelecto agora unidos se expandem da alma em êxtase, e, na ordem do Trono, torna-se capaz de receber o "Esposo" divino: "Existem tantos tronos quanto cavidades interiores ou capacidades da mente para [receber] os raios supersubstanciais." Na ordem do Querubim, ambos afeto e intelecto estão "puxados para o alto" (attractus) e caminham de mãos dadas (coambulant), até o ponto em que o intelecto falha e somente o afeto procede: na ordem do Serafim, quando "abraça o Esposo", "corta-se o conhecimento" e resta apenas a centelha da alma, no ápice da afeição; ela "conhece Deus acima de toda intelecção e cognição existentes".
Na descida, há também o movimento do Amor de Deus para recolher a alma a Si: "O amor de Deus se estende a outras mentes e as atrai de volta para Si". Os influxos de Deus são comparados a seios ou chuva de luz nutridora que jorra, e nisso a parte seráfica, apesar de exclusivamente afetiva, fecunda também o intelecto nas ordens inferiores, como uma fonte de abundância afetiva e intelectual. Na linguagem do Cântico dos Cânticos, ele afirma que os influxos afetivos que descem são como "mel" e a cognição intelectual sóbria é como "leite".
As valências ascendente e descendente geram na alma uma circulação perpétua, em reflexo da circulação divina. Amor e conhecimento andam juntos e um gera o outro, como quando ele afirma que "a contemplação abraçadora (amplexativa) e circular (...) produz cognição e amor nas ordens inferiores, ou seja, circula em volta dele de nova maneira", e torna-se, enfim, um movimento espiral em torno de Deus, quando a memória da união ao Esposo sempre motiva a alma a subir de volta cada vez mais: "através de constantes ascensões de contemplação (...) novas coisas continuamente se sucedem até o infinito (in infinitum)".

Para Tomás, Deus era a plenitude da qual todos os outros seres participam de forma parcial. Como plenitude do ser, Ele transborda sobre o mundo:
"Nenhuma palavra, ao que me parece, eleva-se mais sublimemente a um sentido afirmativo do infinito divino e superdesconhecido do que o nome de “plenitude” (plenitudo)." ―Explanatio
Os seres na criação são preenchidos de acordo com sua capacidade. Todos participam da plenitude divina e são de algum modo plenos, porém não em igual grau: alguns paticipam mais da plenitude do que outros, em uma hierarquia. Tomás utiliza da imagem de Deus como uma fonte ou rio inexaurível, que preenche canais e poços, variando de acordo com a distância. Segundo o esquema hierárquico dionisiano, há um influxo (influitio) que parte de Deus através das nove ordens angélicas até a alma humana, a qual reflui de forma ascendente (refluitio) pelo mesmo caminho. Esse processo de absorção ele chama de "ordem do refluxo" (ordo refluitionis).
Deus é também descrito por ele como "totalmente não inteligível, porém totalmente desejável" (totus non intelligibilis, totus desiderabilis). Apesar de Deus ser inefável e não poder "ser visto" (o que ele considera uma analogia do intelecto), Tomás contorna com outros termos: Deus pode ser provado como se pelo gosto, olfato ou tato, analogias sensórias do toque e apreciação do amor, que não podem ser comunicados, mas apenas sentidos em experiência. Pois, segundo ele, "o amor penetra tocando, cheirando e degustando", enquanto o intelecto possui uma certa característica de visão, "oculosidade" (oculositas). No entanto, embora Deus seja experienciável de alguma forma para Tomás, ele não nega que há uma essência Dele totalmente desconhecida, até mesmo para o amor. Mesmo existindo a duplex cognitio (cognição dupla, ou seja, pelo amor e pelo intelecto), Tomás afirma: "No entanto, a infinitude da natureza divina, sublime, está inefavelmente localizada acima desses dois tipos de conhecimento".

Na experiência máxima do amor, a alma em êxtase se encontra no que chama de apex affectionis, o mais alto ápice do afeto. Nesse estado, a contemplação ocorre para além da mente (supra mentem). A afirmação da prioridade do amor sobre o intelecto para o acesso a Deus foi fonte de muitos debates sobre se Tomás teria extrapolado para muito além do que Pseudo-Dionísio fornece em seus textos, e diversos críticos viram o dionisianismo afetivo como uma interpretação errônea. Ty Monroe considera, porém, que Tomás está coerente com a epistemologia e metafísica de Pseudo-Dionísio, pois este afirma que Deus está além do Ser (i.e., é supraessencial) e que o intelecto era limitado para acessá-lo, devido ao caráter mediato deste. Uma passagem de Pseudo-Dionísio em Dos Nomes Divinos, frequentemente citada por Tomás, evidencia isso:
"Devemos saber que nossa mente tem o poder de pensar, através do qual ela vê as coisas intelectuais, mas que a união através da qual é posta em contato com coisas além de si mesma supera a natureza da mente. Devemos então contemplar as coisas divinas conforme esta união, não conforme nós mesmos; mas por todo o nosso ser, saindo de todo o nosso ser e tornando-nos totalmente de Deus. Pois é melhor ser de Deus, e não de nós mesmos"
Assim também Pseudo-Dionísio fazia conexões entre a henose e o êxtase por meio de eros, como em Dos Nomes Divinos 4.13:
"Mas o Amor Divino é extático, não permitindo que (ninguém) seja amante de si mesmo, mas daqueles amados. Eles mostram isso também, o superior, tornando-se consciente do inferior; e os iguais por sua coerência mútua; e o inferior, por um respeito mais divino para com as coisas superiores. Portanto, também Paulo, o Grande, quando possuído pelo Amor Divino e participando de seu poder extático, diz com lábios inspirados: “Eu não vivo mais, mas Cristo vive em mim”. Como um verdadeiro amante, e para além de si, como ele diz, para Deus Todo-Poderoso, e não vivendo a vida de si mesmo, mas a vida do Amado, como uma vida excessivamente estimada"

### Influência
Tomás de Galo teve ampla influência na Europa. Em 1228, a Universidade de Pádua foi transferida como um studium em Vercelli, e Tomás pode ter exercido grande influência sobre a nascente ordem franciscana. Tomás inclusive afirmou que conheceu pessoalmente Antônio de Pádua. É bem conhecida a influência de Tomás sobre Boaventura. Ele também foi comentado por Francisco de Meyronnes e citado por Alexandre de Hales, Ricardo Rufo da Cornuália, Hendrik Herp, Rodolfo de Biberach, Davi de Augsburgo e muitos outros escritores do sul da Alemanha e Áustria. Sua obra extendeu-se não apenas a franciscanos, mas até a outros, como o cartusiano Hugo de Balma. As referências ao pensamento de Tomás que Vicente de Aggsbach fez influenciaram gerações, ao passarem a textos como A Imitação de Cristo, e foram também lidas por Nicolau de Cusa. O vocabulário místico cunhado por Tomás foi muito utilizado na teologia subsequente, como por Mestre Eckhart, bem como seu criticismo bíblico. Boaventura e Grosseteste são figuras imediatas que utilizaram dos conceitos de "angelização" e hierarquização da alma em sua jornada a Deus que Tomás formulou. A Nuvem do Não Saber (século XIV) tornou-se a obra mais conhecida da interpretação dionisiana afetiva, e seu autor anônimo faz referência a Tomás: "Acompanhei em grande parte as interpretações do abade de St. Victor, um notável e erudito comentarista deste mesmo livro [A Teologia Mística]". Posteriormente, o dionisianismo afetivo seria transmitido aos místicos espanhóis, como em Teresa de Ávila, mediado por Hendrik Herp e principalmente por Jean Gerson.

## Obras sobre Pseudo-Dionísio
- 1224: Glose super angelica ierarchia (Glosas sobre a Hierarquia Angélica).[15]
- Antes de 1233: comentários sobre todas as quatro obras de Dionísio e duas das dez cartas, feitas usando a tradução latina de Dionísio por John Sarrazin. Isso incluía um comentário sobre a Teologia Mística tipicamente conhecida como Expositio ou Exposicio.[16]
- 1238: O Extractio, uma tradução e paráfrase simplificada dos quatro tratados de Pseudo-Dionísio e sua Carta a Tito. Isso foi feito usando as traduções de Dionísio feitas por Erígena e John Sarrazin, destinadas a torná-las compreensíveis para um público mais amplo.
- 1241-1244: O Explanatio (ou Explanacio) das obras de Pseudo-Dionísio, a magnum opus de Galo. Este é um comentário completo sobre todo o corpus dionisiano,[17] contendo referências abundantes às Escrituras, bem como referências cruzadas a outras passagens do corpus dionisiano.
- 1244-46: Spectacula contemplationis, um tratado sobre a contemplação.[18]
- 1244-46 (?): Qualiter vita prelatorum conformari debet vite angelice (Como a vida dos prelados deve se conformar à vida angélica), sermão que visa encorajar personagens eclesiásticos a adotar as características e funções das nove ordens de anjos como modelo para seus ministérios.[19]
- Super mentem exsultemus: uma sequência poética sobre os anjos, possivelmente escrita por Tomás; no ele Gallus escreveu um comentário (perdido) sobre esta sequência (data desconhecida).

## Comentários bíblicos
Os comentários de Tomás sobre as Escrituras incluem:
- Concordância Bíblica, que Tomás chama de Concordantie nostre (data desconhecida).
- 1218: Comentário sobre Isaías (Vidi Dominum sedentem), ou mais provavelmente sobre apenas uma parte de Isaías. Apenas um fragmento desse comentário sobreviveu.[20]
- ca. 1224: Primeiro Comentário sobre o Cântico dos Cânticos, agora perdido.
- 1237/38: Segundo Comentário sobre o Cântico dos Cânticos, cobrindo o Cântico 1.1-5.8.[21]
- 1243: Terceiro Comentário sobre o Cântico dos Cânticos, um comentário mais extenso sobre todo o Cântico.[22]
- Sermão de Pentecostes (Iam advenerat dies tertius), agora perdido.

## Edições modernas
- James McEvoy (ed.), Mystical Theology: The Glosses by Thomas Gallus and the Commentary of Robert Grosseteste on «De Mystica Theologia» (Dallas Medieval Texts and Translations 3). Louvain and Paris: Peeters, 2003. ISBN 978-90-429-1310-3ISBN 978-90-429-1310-3.
- Denys Turner, Eros and Allegory: Medieval Exegesis of the Song of Songs, (Kalamazoo: Cistercian Publications, 1995), pp. 317–339 contém uma tradução parcial do Segundo Comentário sobre o Cântico dos Cânticos.
- Thomas Gallus, Commentaires du Cantique des Cantiques, ed. Jeanne Barbet. Texte critique avec introduction, notes et tables (Paris: Vrin, 1967).
- D. Lawell, "Qualiter vita prelatorum conformari debet vite angelice: A Sermon (1244-1246?) Attributed to Thomas Gallus", Recherches de Théologie et Philosophie médiévales 75.2 (2008), 303–336.
- D. Lawell, "Spectacula contemplationis (1244-1246): A Treatise by Thomas Gallus", Recherches de Théologie et Philosophie médiévales 76.2 (2009), 249–285.
- D. Lawell (ed.): Thomas Gallus, Explanatio in libros Dionysii, Corpus Christianorum Continuatio Mediaevalis, vol. 223 (Turnhout: Brepols, 2011).
- D. Lawell (ed.): Thomas Gallus, Glose super angelica ierarchia. Accedunt indices ad Thomae Galli Opera, Corpus Christianorum Continuatio Mediaevalis, vol. 223A (Turnhout: Brepols, 2011).
- D. Lawell, Commentaries on the Angelic Hierarchy, Corpus Christianorum in Translation, 40 (Turnhout: Brepols, 2022).